# Courcelles-lès-Montbéliard
Courcelles-lès-Montbéliard település Franciaországban, Doubs megyében. Lakosainak száma 1387 fő (2022. január 1.). Courcelles-lès-Montbéliard Sainte-Suzanne, Montbéliard és Voujeaucourt községekkel határos.

## Népesség
A település népességének változása:
| Lakosok száma | 1009 | 1064 | 1025 | 1096 | 1057 | 1174 | 1277 | 1356 | 1388 | 1387 |
|               | 1968 | 1982 | 1990 | 2006 | 2013 | 2015 | 2017 | 2019 | 2020 | 2022 |